# Chauvry
Pour les articles homonymes, voir Chauvry (homonymie).
Chauvry est une commune française située dans le département du Val-d'Oise, en région Île-de-France. Ses habitants sont appelés les Chauvriots. Le village a su conserver un caractère rural, illustré par la présence d'une ferme productrice de fromages de chèvre primés.
Ses habitants sont les Chauvriot(e)s.

## Géographie

### Description

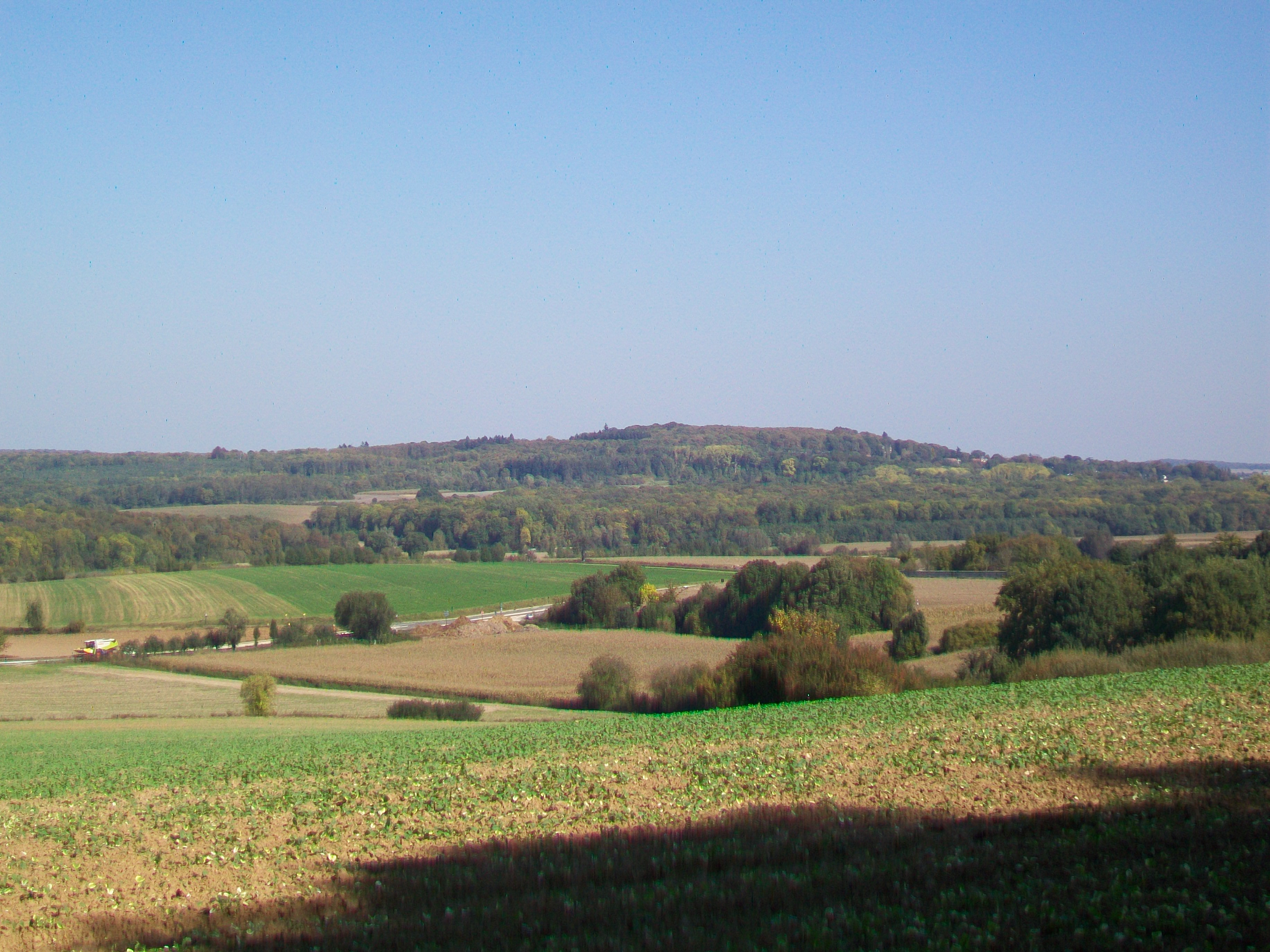
Paysage vers la forêt de Montmorency, vu depuis la Grande-Rue.

Le village de Chauvry est situé dans le Pays de France et dans le Val-d'Oise, à une distance orthodromique de 22,2 km au nord-ouest de Paris, à la lisière nord de la forêt de Montmorency, dominant la vallée de Chauvry ainsi que la forêt de L'Isle-Adam.
Depuis 2021, la commune fait partie du parc naturel régional Oise-Pays de France,.
Chauvry est desservie par des routes départementales quittant la commune dans cinq directions. Un carrefour de quatre routes se situe au nord du village, entre ce dernier et la Francilienne : 
- la RD 9 se dirige vers la nord et la forêt de L'Isle-Adam ;
- la RD 3 va vers l'est et rejoint la Francilienne à Baillet-en-France ;
- la RD 44 va au sud et traverse le village puis continue vers Bouffémont ;
- la RD 44 va également à l'ouest où elle rejoint la Francilienne à Frépillon.

Au sud du village, la RD 192p se greffe sur la RD 44 ; elle traverse la forêt de Montmorency du sud au nord et vient de Saint-Leu, avec possibilité de rejoindre l'A115 vers Paris.
Sur le plan des transports en commun, Chauvry est desservi du lundi au vendredi par la ligne 1309 du réseau de bus Haut Val-d'Oise, à raison de deux services pour la gare de Montsoult - Maffliers le matin, et trois au retour le soir. Cette offre est complétée par un service de transport à la demande, ainsi que par une ligne à vocation scolaire (ligne 1353 direction Lycée Collège Voie des Sports à Taverny).

### Communes limitrophes
|                    | Villiers-Adam | Montsoult         |
| Béthemont-la-Forêt | Chauvry       | Baillet-en-France |
| Saint-Leu-la-Forêt | Saint-Prix    | Bouffémont        |

Les limites communes avec Saint-Leu-la-Forêt, Saint-Prix (Val-d'Oise) et Bouffémont se situent en pleine forêt de Montmorency. La limite sud du territoire communal est matérialisée par la route des Fonds, la plus septentrionale des trois principales routes forestières est-ouest du massif. La limite nord se situe au nord de la Francilienne qui traverse le territoire communal d'est en ouest, à environ 800 m au nord du village, sans le desservir directement. La limite nord est elle aussi matérialisée par une route forestière, la route Tournante du Saut-de-Loup de Chauvry.

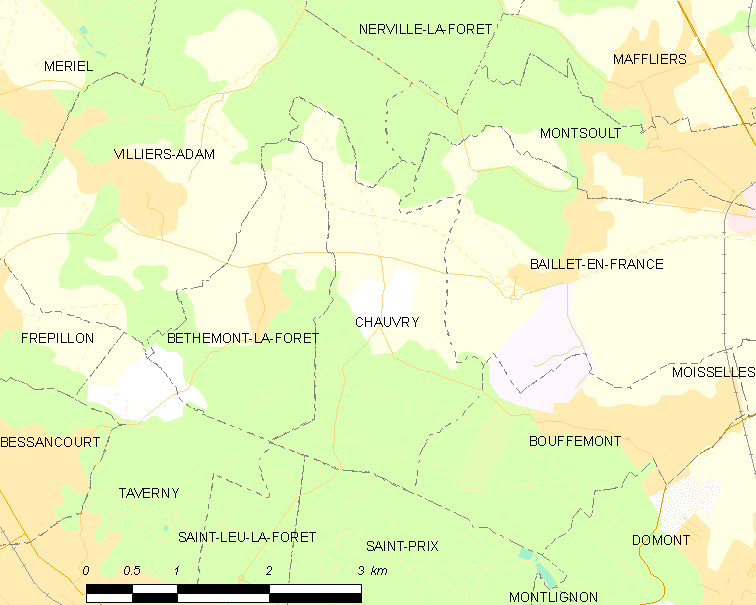
Carte de la commune.
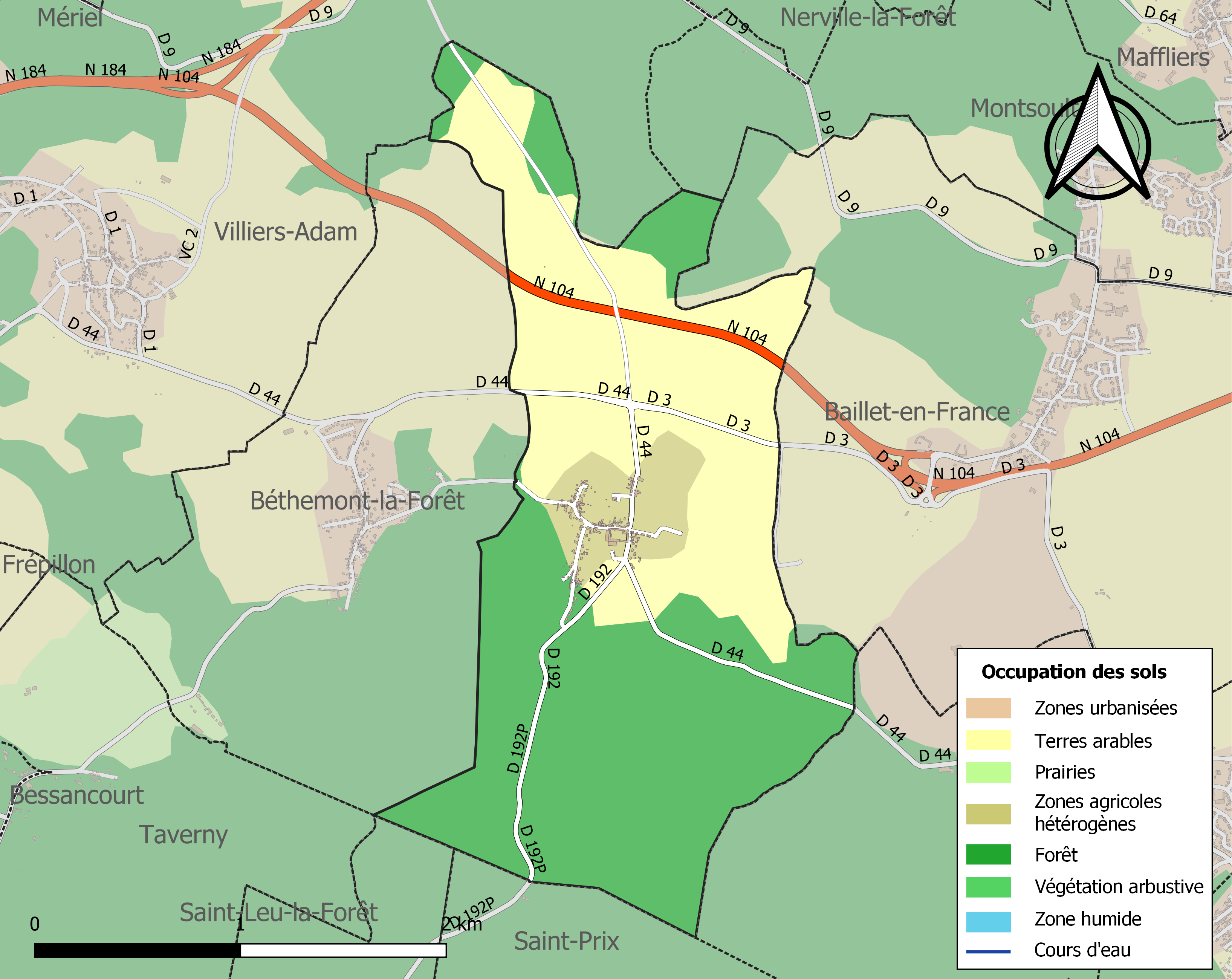
Occupation des sols.

### Hydrographie
Deux ruisseaux prenant leur source sur le flanc nord de la forêt de Montmorency alimentent le ruisseau de Stors. Un quatrième ruisseau est présent à Chauvry avec le ruisseau de la Cailleuse, près de la route des Fonds.

### Climat
Pour des articles plus généraux, voir Climat de l'Île-de-France et Climat du Val-d'Oise.
En 2010, le climat de la commune est de type climat océanique dégradé des plaines du Centre et du Nord, selon une étude du CNRS s'appuyant sur une série de données couvrant la période 1971-2000. En 2020, Météo-France publie une typologie des climats de la France métropolitaine dans laquelle la commune est dans une zone de transition entre le climat océanique et le climat océanique altéré et est dans la région climatique Sud-ouest du bassin Parisien, caractérisée par une faible pluviométrie, notamment au printemps (120 à 150 mm) et un hiver froid (3,5 °C).
Pour la période 1971-2000, la température annuelle moyenne est de 11 °C, avec une amplitude thermique annuelle de 15,1 °C. Le cumul annuel moyen de précipitations est de 693 mm, avec 10,7 jours de précipitations en janvier et 8,2 jours en juillet. Pour la période 1991-2020, la température moyenne annuelle observée sur la station météorologique la plus proche, située sur la commune de Pontoise à 12 km à vol d'oiseau, est de 12,5 °C et le cumul annuel moyen de précipitations est de 666,7 mm,. Pour l'avenir, les paramètres climatiques de la commune estimés pour 2050 selon différents scénarios d'émission de gaz à effet de serre sont consultables sur un site dédié publié par Météo-France en novembre 2022.

## Urbanisme

### Typologie
Au 1er janvier 2024, Chauvry est catégorisée commune rurale à habitat dispersé, selon la nouvelle grille communale de densité à sept niveaux définie par l'Insee en 2022.
Elle est située hors unité urbaine. Par ailleurs la commune fait partie de l'aire d'attraction de Paris, dont elle est une commune de la couronne,. Cette aire regroupe 1 929 communes,.

### Occupation des sols
Abstraction faite du village, le territoire communal est partagé entre forêt et surfaces agricoles. Les surfaces boisées n'appartiennent pas entièrement à la forêt de Montmorency, au sud : en effet, trois parcelles de la forêt de L'Isle-Adam sont situées en partie sur les terres de Chauvry (59, 60 et 64). Le point culminant de la commune se trouve en forêt de Montmorency, à 195 m d'altitude, près du carrefour de la Pointe. Ce dernier est établi sur un plateau, dont les versants descendent tant vers la route des Fonds au sud que vers la vallée de Chauvry au nord. Le village est bâti à une altitude variant autour de 150 m. Le point le plus bas se situe à l'endroit ou le ruisseau de Stors quitte la commune en direction de l'abbaye du Val.

## Toponymie
L'origine du nom proviendrait de Calvirius avec le suffixe -acum = « le domaine de ». Certains évoquent une origine liée au mot chèvre.

## Histoire
Le village semble avoir été un lieu préhistorique de production d'outils en grès.
L'existence du village est attestée au XIIe siècle sous le nom de Chalveri.
Le village vit depuis le Moyen Âge jusqu'au XIXe siècle essentiellement de l'exploitation du bois des deux forêts avoisinantes. Thomas Clouet, chanoine de Montmorency né à Bessancourt, y fait construire une église en 1547.
Le château et son parc, détruits durant la Révolution française, étaient propriétés de seigneurs vassaux du duc de Montmorency. Il n'en reste aujourd'hui que les communs, sous le nom La Conciergerie.
Hormis quelques demeures au XIXe siècle, et un petit lotissement dans les années 1970, peu de changements sont intervenus dans la vie de la commune.
La construction de la « Francilienne » (voie rapide) dans les années 1990 a rencontré une forte opposition de la part des habitants, qui ont contribué, malgré sa construction, à une meilleure intégration de l'ouvrage au site de la vallée de Chauvry.

## Politique et administration

### Rattachements administratifs et électoraux
Rattachements administratifs
Antérieurement à la loi du 10 juillet 1964, la commune faisait partie du département de Seine-et-Oise. La réorganisation de la région parisienne en 1964 fit que la commune appartient désormais au département du Val-d'Oise et à son arrondissement de Pontoise après un transfert administratif effectif au 1er janvier 1968.
Elle faisait partie depuis 1793 du canton de Montmorency de Seine-et-Oise puis du Val-d'Oise. Dans le cadre du redécoupage cantonal de 2014 en France, cette circonscription administrative territoriale a disparu, et le canton n'est plus qu'une circonscription électorale.
Chauvry fait partie de la juridiction d’instance de Montmorency, et de celle du  tribunal judiciaire ainsi que de commerce de Pontoise,.
Rattachements électoraux
Pour les élections départementales, la commune est membre depuis 2014 du canton de Domont.
Pour l'élection des députés, elle fait partie de la troisième circonscription du Val-d'Oise.

### Intercommunalité
Chauvry est membre de la communauté de communes de la Vallée de l'Oise et des Trois Forêts, un établissement public de coopération intercommunale (EPCI) à fiscalité propre créé en 2003 et auquel la commune a transféré un certain nombre de ses compétences, dans les conditions déterminées par le code général des collectivités territoriales.

### Liste des maires
| Période                                  | Période                       | Identité         | Étiquette | Qualité                                                              |
| ---------------------------------------- | ----------------------------- | ---------------- | --------- | -------------------------------------------------------------------- |
| Les données manquantes sont à compléter. |                               |                  |           |                                                                      |
| mai 1925                                 |                               | M. Brincard      |           |                                                                      |
| Les données manquantes sont à compléter. |                               |                  |           |                                                                      |
| 2001                                     | 2008                          | Gérard Ribiollet |           |                                                                      |
| 2008                                     | 2014                          | Jean Delignières |           | Vice-président de la CCVO3F (2008 → 2014)                            |
| 2014                                     | En cours (au 2 décembre 2020) | Jacques Delaune  |           | Vice-président de la CCVO3F (2014 → ) Réélu pour le mandat 2020-2026 |

### Politique de développement durable
Le SIARE crée en 2019 un réseau d'assainissement dans les rues du village, dont la station d'épuration, commune avec Béthemont-la-Forêt, utilise des roseaux pour dépolluer les effluents avant leur rejet dans le milieu naturel.

## Démographie
L'évolution du nombre d'habitants est connue à travers les recensements de la population effectués dans la commune depuis 1793. Pour les communes de moins de 10 000 habitants, une enquête de recensement portant sur toute la population est réalisée tous les cinq ans, les populations de référence des années intermédiaires étant quant à elles estimées par interpolation ou extrapolation. Pour la commune, le premier recensement exhaustif entrant dans le cadre du nouveau dispositif a été réalisé en 2007.

En 2022, la commune comptait 297 habitants, en évolution de −1,66 % par rapport à 2016 (Val-d'Oise : +4 %, France hors Mayotte : +2,11 %).
| 1793 | 1800 | 1806 | 1821 | 1831 | 1836 | 1841 | 1846 | 1851 |
| ---- | ---- | ---- | ---- | ---- | ---- | ---- | ---- | ---- |
| 308  | 290  | 305  | 318  | 352  | 290  | 309  | 335  | 325  |

| 1856 | 1861 | 1866 | 1872 | 1876 | 1881 | 1886 | 1891 | 1896 |
| ---- | ---- | ---- | ---- | ---- | ---- | ---- | ---- | ---- |
| 305  | 307  | 295  | 309  | 282  | 269  | 257  | 273  | 268  |

| 1901 | 1906 | 1911 | 1921 | 1926 | 1931 | 1936 | 1946 | 1954 |
| ---- | ---- | ---- | ---- | ---- | ---- | ---- | ---- | ---- |
| 270  | 279  | 274  | 268  | 290  | 272  | 259  | 198  | 217  |

| 1962 | 1968 | 1975 | 1982 | 1990 | 1999 | 2006 | 2007 | 2012 |
| ---- | ---- | ---- | ---- | ---- | ---- | ---- | ---- | ---- |
| 238  | 240  | 250  | 263  | 287  | 279  | 288  | 289  | 306  |

| 2017 | 2022 | - | - | - | - | - | - | - |
| ---- | ---- | - | - | - | - | - | - | - |
| 299  | 297  | - | - | - | - | - | - | - |

## Culture locale et patrimoine

### Lieux et monuments

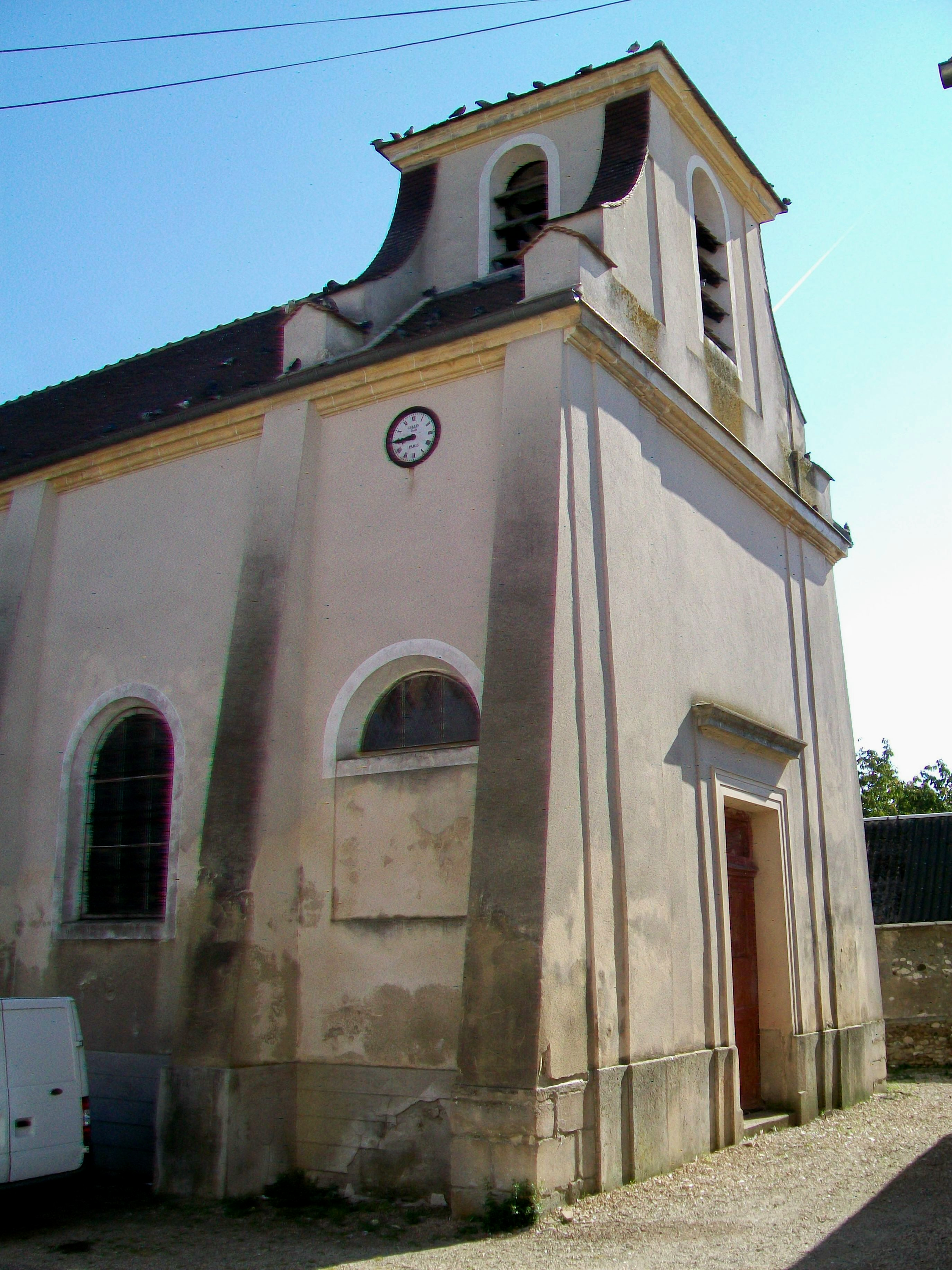
L'église Saint-Nicolas.

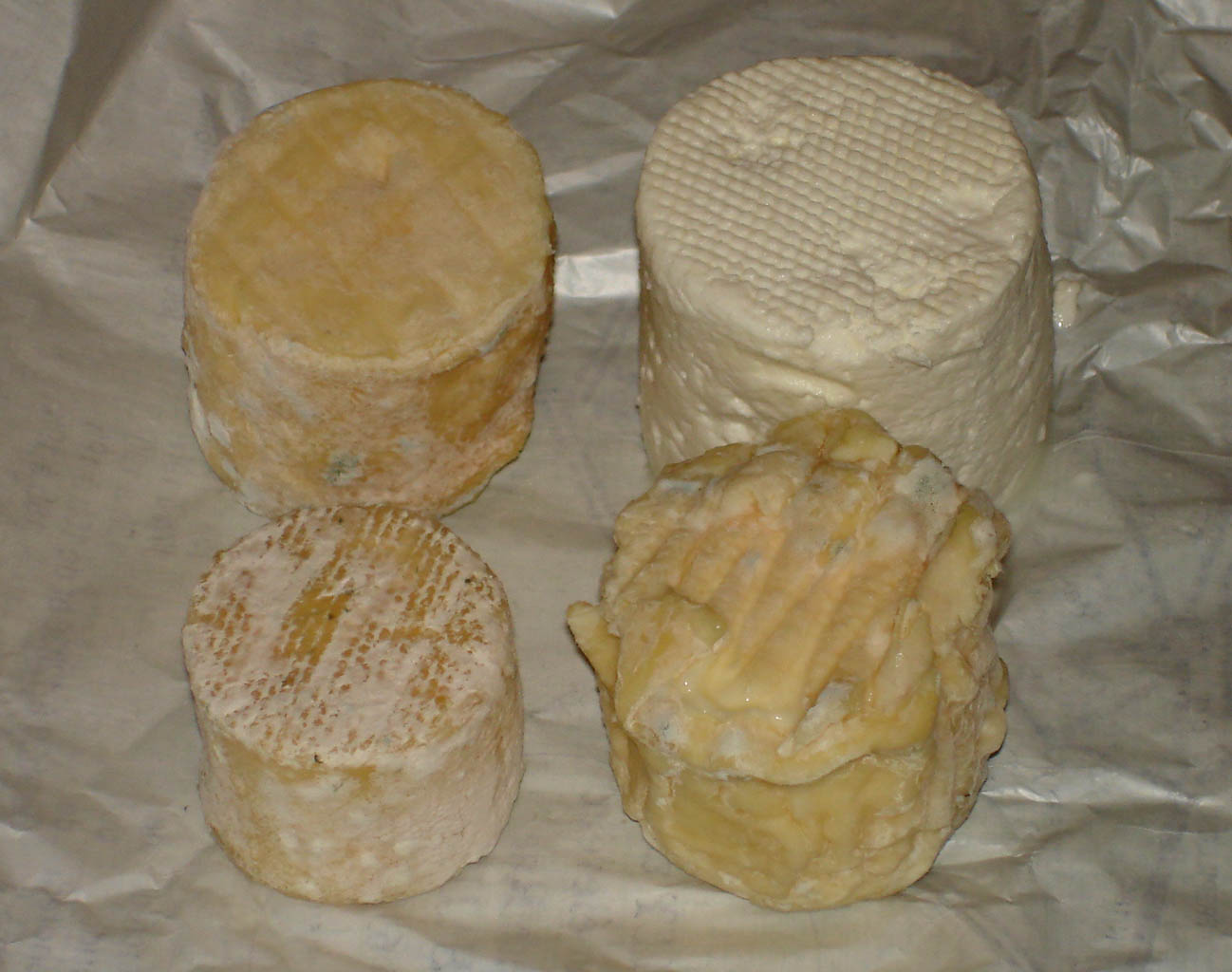
Assortiment de fromages de chèvre de Chauvry.

Aucun monument historique classé ou inscrit ne se trouve sur le territoire communal. On peut néanmoins signaler :
- Mairie-école, Grande rue : elle date des années 1880 et est décorée seulement d'un fronton simple[28].
- Église Saint-Nicolas, Grande rue, à l'angle avec la RD 44 : datant des XVIIe et XIXe siècles, elle présente la particularité d'être pratiquement encastrée dans un vaste corps de ferme au centre du village. Sa nef unique de cinq travées se termine par un chevet en hémicycle. Une petite chapelle se situe devant la quatrième travée, au nord. La façade occidentale donne immédiatement sur un bâtiment agricole. Elle est dominée par un clocher trapu de faible hauteur, dépassant à peine en hauteur le faîtage du toit de la nef[29],[28].
- Grande ferme, Grande rue : elle date du XVIIe siècle et s'organise autour d'une vaste cour pavée ceinte entièrement de bâtiments et fermée de murs aveugles. L'église se situe à l'extrémité nord-est de la cour. L'habitation est de style bourgeois[28].
- Les vestiges du château, rue de Baillet (RD 44) : de ce château ne subsistent que l'imposante grille du XVIIIe siècle et, dans le parc, un lion de pierre du XIXe siècle. Une demi-lune bornée, face à la grille, permettait le mouvement des équipages attelés. L'aménagement du parc et l'implantation de la végétation offrent une vue paysagère sur la campagne environnante à l'endroit où se dressait l'édifice[28].

### Gastronomie
La ferme de Chauvry est renommée pour sa production de fromages de chèvre.